# Morpho telamon
Morpho telamon är en fjärilsart som beskrevs av Johannes Karl Max Röber 1903. Morpho telamon ingår i släktet Morpho och familjen praktfjärilar. Inga underarter finns listade i Catalogue of Life.